# Chapelle (Glâne)
Chapelle (Glâne) (do 1953 Chapelle-sur-Gillarens; frp. Tsapala) – gmina (fr. commune; niem. Gemeinde) w Szwajcarii, w kantonie Fryburg, w okręgu Glâne.

## Demografia
W Chapelle (Glâne) mieszka 320 osób. W 2020 roku 9,4% populacji gminy stanowiły osoby urodzone poza Szwajcarią.